# Требник

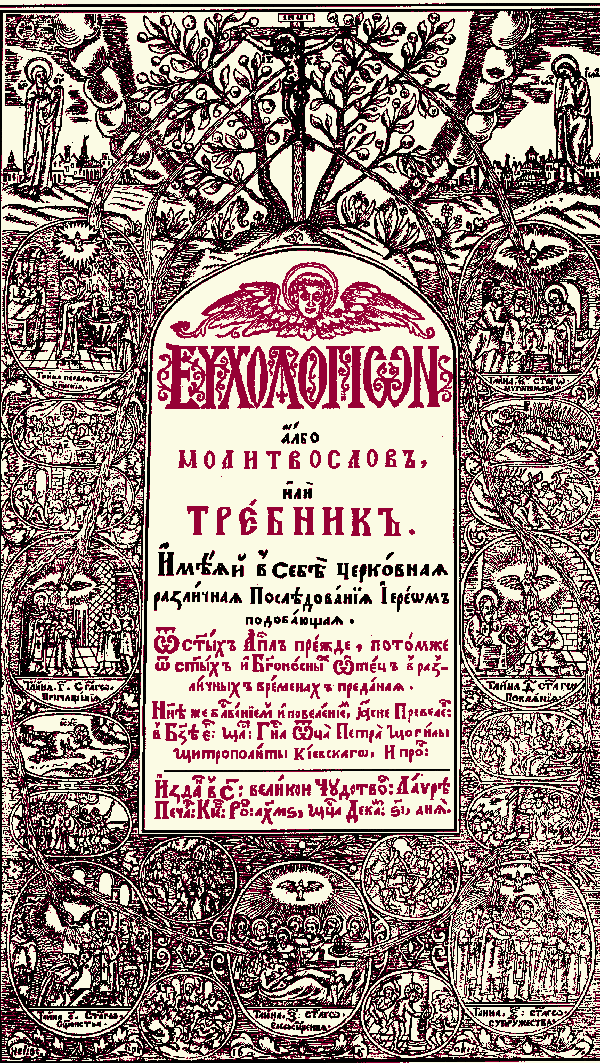
Требник Петра Могили (1646)

Тре́бник — церковна книга, яка містить тексти богослужіння і моління, що виконуються для окремих осіб чи груп (треби) і не пов'язані із святими місцями (церква, престол) та церковним календарем (свята, обходи). Требник використовується для обрядів хрещення, миропомазання, покаяння, шлюбу, висвячень і різних треб (похорон, освячення дому) та містить пасхалію й ін. Як конечна богослужбова книга, Требник був перекладений у IX ст. з грецької мови на церковнослов'янську. 
1646 року в українській церкві був опублікований так званий Требник Петра Могили (що був опрацьований і виданий завдяки зусиллям митрополита Петра Могили). Цей требник мав чини, не відомі в інших церквах: на відкриття мощей, посвячення монастирів тощо.

## Цікаві факти
У с. Колочава (Закарпаття) у 2010 р. відкрито пам'ятник місцевому рукописному требнику (пам'ятці сакральної творчості XVIII ст.) — «Перлу дорогоцінному», автором якої є Іван Лугош.